# Children of a Lesser Clod
Children of a Lesser Clod, titulado Hijos de un bruto menor en España e Hijos de segunda clase en Hispanoamérica, es el penúltimo episodio perteneciente a la duodécima temporada de la serie animada Los Simpson, estrenado en Estados Unidos el 13 de mayo de 2001.
Fue escrito por Al Jean y dirigido por Michael Polcino. En el episodio, Homer crea su propia guardería, pero al enfocar la atención en los niños que asisten a la misma, pierde interés por Bart y Lisa.

## Sinopsis
Todo comienza cuando la familia va al centro YMCA, para tener una clase gratuita de algún deporte. Lisa elige gimnasia artística, Bart es obligado a ir a una clase de etiqueta y buen comportamiento, y Homer participa en una clase de baloncesto para mayores de 35 años. Sin embargo, cuando está jugando, sufre una grave lesión en la rodilla. Luego de que Homer es operado, el Dr. Hibbert le dice que no podría trabajar y debería quedarse encerrado en su casa.
Homer se da cuenta de que su casa es muy aburrida. Una noche, Ned Flanders desea que Marge cuide a Rod y a Todd mientras él va a un concierto, pero, como ella no estaba en casa (había ido a identificar un cadáver), los niños quedan a cargo de Homer. Después de que él los cuide muy bien y se divierta con ellos, decide poner una guardería en su casa.
La guardería de Homer, llamada "La Guardería del Tío Homer", hace que Bart y Lisa se sientan reemplazados, ya que Homer no les hacía caso y se dedicaba completamente a los otros niños. Para Bart y Lisa, era una dura realidad ver que Homer aparentaba ser un buen hombre ante otros niños mientras que con ellos, era lo contrario. Un día, Homer es nominado a los premios "El Buen Samaritano del Año" por su trabajo en la guardería. Para la ceremonia, los creadores de los premios hacen un video mostrando lo bueno que era Homer, pero Bart y Lisa lo sabotean, mostrando qué clase de padre era él en verdad. 
El público, al ver la verdad sobre Homer (quien se pone a estrangular a Bart, como de costumbre) se indigna y cada padre le prohíbe a sus hijos volver a la Guardería. Homer, sin embargo, hace subir a los niños a una camioneta y trata de escapar, pero pronto es atrapado por la policía. Luego de pasar por unos procesos legales, Homer se arrepiente por haber ignorado a Bart y Lisa, y decide enfocar su amor sobre sus tres hijos.